# Kevin Fickentscher
Kevin Fickentscher (Nyon, 6 luglio 1988) è un ex calciatore svizzero, di ruolo portiere.

## Carriera
Esordisce nella Super League svizzera con la maglia del Sion, squadra con la quale vince una coppa nazionale al termine della stagione 2010-2011. Dopo quattro stagioni trascorse nel cantone Vallese, si trasferisce al Losanna, club in cui diventa portiere titolare. Il 14 dicembre 2013, proprio durante la partita contro la sua ex-squadra del Sion, si ferisce al tendine, impedendogli di scendere in campo per diversi mesi.
Nel 2015 torna al Sion. Dopo due stagioni trascorse da secondo portiere, trova la titolarità fissa a partire dalla stagione 2017/2018, a seguito di un brutto infortunio del portiere Mitryushkin.

## Palmarès

### Club

#### Competizioni nazionali
- Coppa Svizzera: 1

Sion: 2010-2011
- Challenge League: 1

Sion: 2023-2024